# Ариас, Мануэль Иригоэн
Мануэль Иригоэн Ариас-и-Ларреа (исп. Manuel Irigoyen Arias y Larrea; 31 марта 1829, Лима — 5 июня 1912, Лима) — перуанский политический, государственный и общественный деятель, юрист, дипломат, историк. Доктор права.

## Биография
Сын офицера, полковника.
Окончил Университет Сан-Маркос. Был оставлен на работе в вузе. В 1851 году назначен профессором философии, читал лекции. Позже получил кафедры гражданского и церковного права, в 1853 году стал вице-канцлером университета. В том же году получил лицензию адвоката и поступил в Лимский колледж, где получил докторскую степень по юриспруденции.
Член Конституционной партии Перу.
Избирался членом Палаты депутатов Перу и Сената Перу.
Занимал пост министра иностранных дел (1878—1879; 1879, 1889—1890 и 1894—1895) и министра финансов и торговли (1886—1887).
Трижды был премьер-министром Перу (1878—1879; 1890 и 1894—1895). Во время его первого премьерства, Чили объявила войну Перу (5 апреля 1879).
Президент Конгресса республики Перу с 1905 по 1906 год.